# Doktor Ballouz
Doktor Ballouz è una serie televisiva tedesca prodotta da X-Film Creative Pool e trasmessa dal 2021 sull'emittente ZDF. Protagonista della serie, nel ruolo del Dottor Amin Ballouz, è l'attore Merab Ninidze; altri interpreti principali sono Julia Richter, Daniel Fritz, Vincent Krüger, Nadja Bobyleva e Michael Kind.
La serie si compone di tre stagioni, per un totale di 18 episodi (6 per stagione). Il primo episodio, intitolato Willkommen zurück è stato trasmesso in prima visione in streaming il 1º aprile 2021 e in chiaro l'8 aprile 2021.

## Trama
Dopo aver dovuto affrontare il lutto per l'improvvisa scomparsa della moglie Mara, il Dottor Amin Ballouz torna a dirigere il proprio reparto in una clinica dell’Uckermark, nel nord-est della Germania. Suoi collaboratori sono la Dott.ssa Barbara Forster, il Dottor Mark Schilling e l'assistente Michelle.

## Episodi
| Stagione         | Episodi | Prima TV Germania | Prima TV Italia |
| ---------------- | ------- | ----------------- | --------------- |
| Prima stagione   | 6       | 2021              | inedita         |
| Seconda stagione | 6       | 2022              | inedita         |
| Terza stagione   | 6       | 2023              | inedita         |

## Personaggi e interpreti
- Dott. Amin Ballouz, interpretato da Merab Ninidze (s. 1-presente)[2][3]
- Dott.ssa Barbara Forster, interpretata da Julia Richter (s. 1-presente)[2][3]
- Dott. Mark Schilling, interpretato da Daniel Fritz (s. 1-presente)[2][3]
- Vincent, interpretato da Vincent Krüger (s. 1-presente)[2][3]
- Michelle, intrerpretata da Nadja Bobyleva: Michelle (s. 1-2)[2][3]
- Prof. Frey, interpretato da Michael Kind  (s. 1-presente)[2][3]
- Mara Ballouz, interpretata da Clelia Sarto (s. 1-2)[2]. È la defunta moglie del Dott. Ballouz, che compare in alcuni flashback.[5]
- Anke, interpretata da Gisela Aderhold (s. 1-presente)[2]
- Eva Schmidt, interpretata da Helene Gass (s. 2-presente)[2]
- Carla, interpretata da Haley Louise Jones (s. 3-presente)[2]
- Ines, interpretata da Theresa Sophie Albert (s. 1-2)[2]
- Cindy, interpretato da Barbara Philipp (s. 1-2)[2]